# 393 TCN
393 TCN là một năm trong lịch La Mã.